# Béla Markó

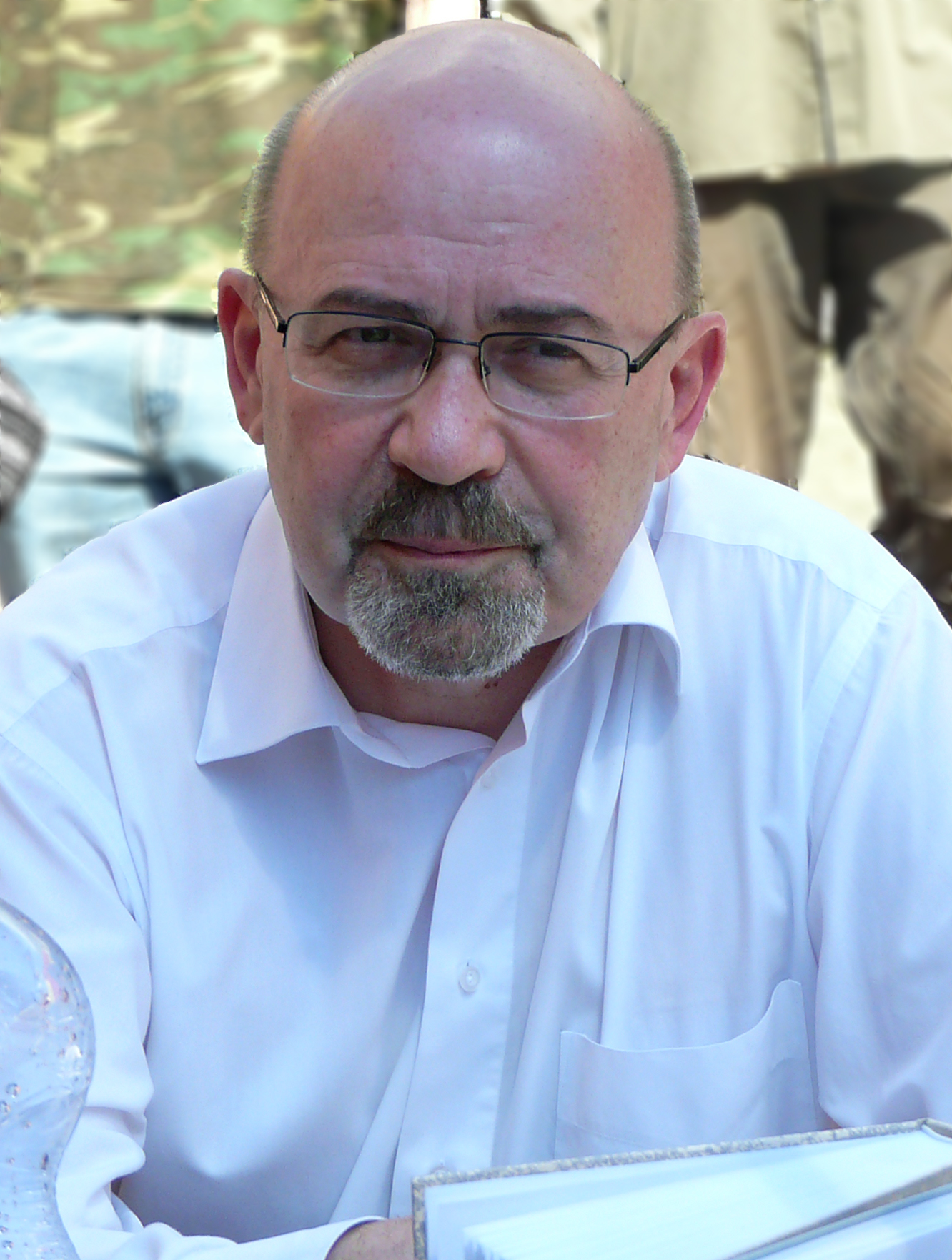
Béla Markó, 2010

Béla Markó (* 8. September 1951 in Târgu Secuiesc, Sozialistische Republik Rumänien) ist ein siebenbürgisch-ungarischer Schriftsteller, Dichter, Lehrer und Politiker.

## Lebenslauf
Béla Markó diplomierte 1974 an der Babeș-Bolyai Universität in Cluj-Napoca in den Fächern Ungarisch und Französisch. Anschließend war er bis 1976 in der Primarschule von Sâncraiu de Mureș als Französischlehrer tätig. Danach war er bis 1989 Redakteur der ungarischsprachigen Literaturzeitschrift Igaz Szó (dt. Wahres Wort). Seit 1989 ist er Chefredakteur der in Târgu Mureș verlegten literarischen Wochenzeitschrift Látó (dt. Seher). Außerdem veröffentlichte er zahlreiche Artikel in Lehrbüchern.
Nach dem politischen Umsturz von 1989 begann er, sich aktiv mit Politik zu beschäftigen. Er ist Mitglied des ungarischen und des rumänischen Schriftstellerverbandes und Generalsekretär des Romániai Magyar PEN Club. Seit 1990 ist er Senator im rumänischen Parlament als Vertreter der Demokratischen Union der Ungarn in Rumänien (UDMR-RMDSZ), als deren Präsident er von 1992 bis 2011 amtierte. Von 2004 bis 2007 war er als stellvertretender Ministerpräsident verantwortlich für die Überwachung der europäischen Integrationsbemühungen Rumäniens sowie für das Unterrichtswesen und kulturelle Aktivitäten.

## Werke
- In der Stadt der Wörter A szavak városában (1974)
- Gelbkupfrige Jahreszeit Sárgaréz évszak (1977)
- Schmetterlingsskelett Lepkecsontváz (1980)
- Der Sonnenhut A Nap kalapja (1980)
- Das ewige Verschieben Az örök halasztás (1982)
- Talanítás (1984)
- Das Elstern-Telefon Szarka-telefon (1984)
- Frischer Schnee auf dem Stein Friss hó a kövön (1987)
- Brennende Jahre Égő évek (1989)
- Autobus für Jederman Mindenki autóbusza (1989)
- Grillenlied. Gedichte für kleine Buben und Mädchen Tücsöknóta. Versek kisfiúknak, kislányoknak (1990)
- Im GegenwindEllenszélben (1991)
- Exodus aus dem Computer Kiűzetés a számítógépből (1991)
- Ausgewählte Gedichte Válogatott versek 1972–1991. (1993)
- Kannibalenzeit Kannibál idő (1993)
- Berührungen Érintések (1994)
- Karikázó idő. Versek kisfiúknak, kislányoknak (1996)
- Die siebenbürgische Katze Az erdélyi macska (1999)
- Vergessliches Europa. Reden, Vorträge, Interviews A feledékeny Európa. Beszédek, előadások, interjúk, 1990–1999. (2000)
- Wenn ich Zauberer wär’. Kindergedichte Ha varázsló lennék. Gyermekversek (2000)
- Aufzeichnungen über einen glücklichen Birnbaum Feljegyzés egy boldog körtefáról – Notes on a Happy Pear Tree (2000)
- Zerrissene Welt. Gesammelte Gedichte Szétszedett világ. Egybegyűjtött versek, 1967–1995. (2000)
- Dichterkranz Költők koszorúja (2002)
- Zur Selbstständigkeit verurteilt. Reden, Vorträge, InterviewsÖnállóságra ítélve. Beszédek, előadások, interjúk, 1999–2002. (2002)
- Verliebter Sonettkranz Szerelmes szonettkoszorú (2002)
- Balkáni fohász (2003)
- Timp Cannibal

## Auszeichnungen
- Preis des Schriftstellerverbandes von Marosvásárhely – 1974, 1982
- Preis des rumänischen Schriftstellerverbandes – 1980
- Milán-Füst-Preis – 1990
- Tibor-Déry-Preis – 1991
- Attila-József-Preis – 1994
- Gábor-Bethlen-Preis – 1996
- Großkreuz des Verdienstordens der Republik Ungarn – 2004
- Ritter des Sterns von Rumänien 2004